# 岐阜女子大学デジタルミュージアム
岐阜女子大学デジタルミュージアム（ぎふじょしだいがくデジタルミュージアム、Institute of Digital Archive, Gifu Women's University）は、岐阜県岐阜市明徳町にある岐阜女子大学の大学博物館である。

## 沿革
岐阜女子大学デジタルミュージアムは、2000年（平成12年）4月19日に、岐阜女子大学文化情報センターの開所と同時に設置されたバーチャルミュージアムである。地域資料等のデジタルアーカイブ化、その管理・流通の設備および各分野のデジタルアーカイブ化の試行を進めている。デジタルアーカイブ化された資料は、館内パソコンで展示（提示）されるほか、その一部はインターネットやDVD等で流通している。

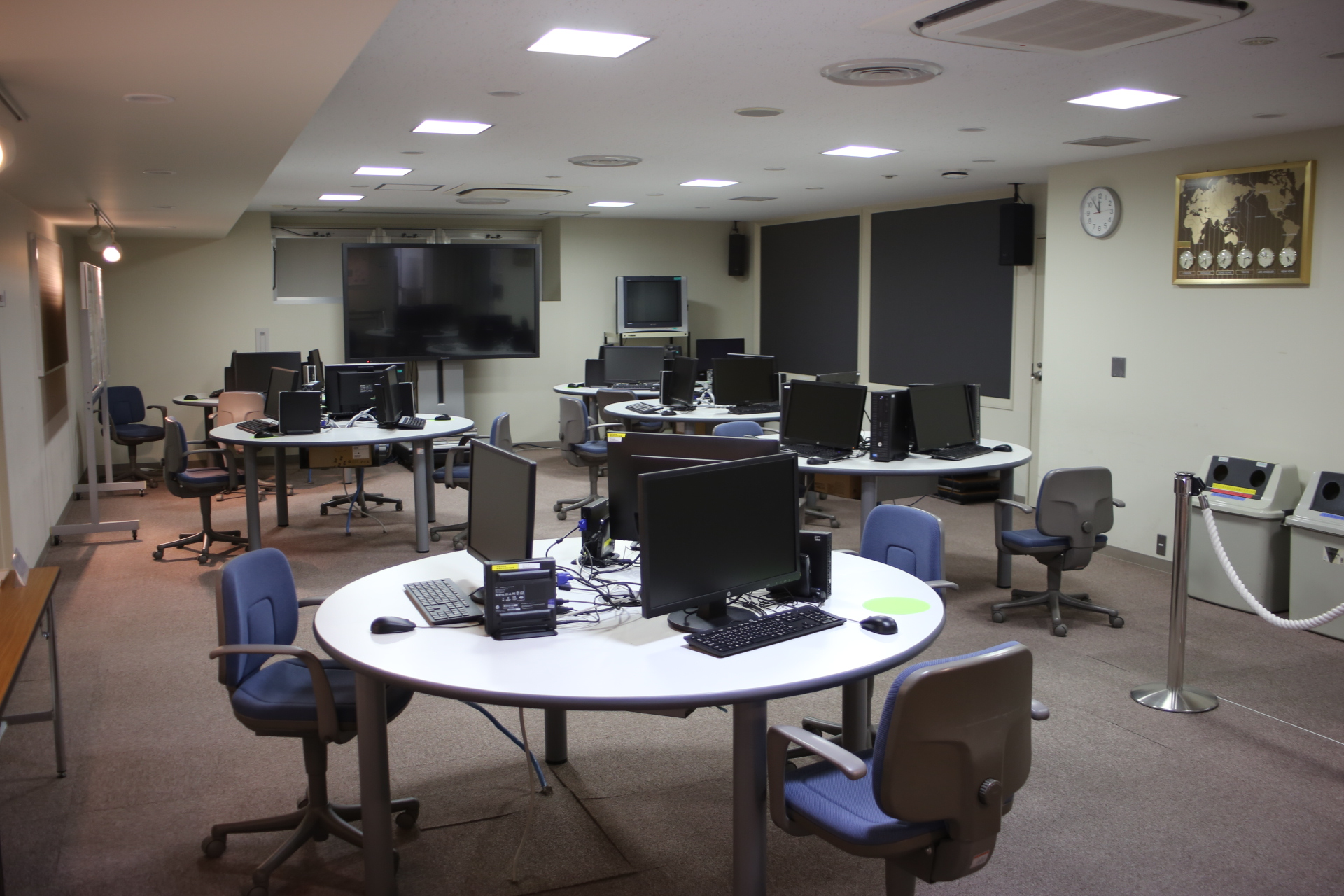
パソコンを操作してアーカイブを閲覧する展示室

## 主な活動内容

### 第I期（2000年～2004年）
静止画から音声、映像、文字等のデジタルアーカイブが発展し、内容が多様化した。
- 伝統的建設物群のデジタルアーカイブ（例：白川郷など）
- 民話、オーラルヒストリー等のデジタルアーカイブ（例：飛騨地方の民話など）
- 踊り・舞などの文化活動のデジタルアーカイブ（例：宮崎県西米良村所神楽など）
- 博物館等の展示のデジタルアーカイブ（例：岐阜県博物館の特別展など）
- 地域の総合的な文化のデジタルアーカイブ（例：長良川水文化など）
- 特別な対応が必要な文化財のデジタルアーカイブ（例：大分県宇佐八幡造りなど）
- 巻物の記録（例：伊奈波神社の縁起絵巻など）
- 地域シソーラスの開発

### 第II期（2005年～2009年）
アーカイブ化の方法が体系化され、資料の収集・撮影・記録の対応などの評価処理のテキストが作成された。
- 木田宏教育資料デジタルアーカイブ
- 長滝白山神社「延年の舞」 - 多方面からの撮影方法の開発
- 毛越寺「延年の舞」 - 夜間の舞の撮影（毛越年二十日夜祭）
- 子どもたちによるデジタルアーカイブづくり（石垣島のアンガマ、竹富島の種子取祭など）
- 名鉄岐阜路面電車のデジタルアーカイブ
- 広域のデジタルアーカイブ（袋中上人、エイサー、じゃんがら念仏踊り）
- 沖縄－中国（琉球－明）の流通関連のデジタルアーカイブ
- デジタルアーカイブを用いた踊りの伝承の方法 - 郡上踊り等
- 16方向（創作ダンス）のデジタルアーカイブ
- 地域全体の総合的なデジタルアーカイブ
- 各分野のオーラルヒストリーとその課題（2007～2014年）～話の内容に関する選定評価の検討～
- 多視点、全方位、GPS（位置・高度）等の記録（2009年）
- Item Poolの改善
- 地域の歴史や伝統文化の理解と継承のシンポジウム
- デジタルアーカイブの新しい開発システム
- 沖縄のデジタルアーカイブ

### 第III期（2010年～）
2010年までに新しいデジタルアーカイブの開発の体系化が進み、本格的な利用が始まった。
- 「沖縄修学旅行おぅらい」デジタルアーカイブの利用
- 沖縄修学旅行おぅらい〝コンクール開催”（人々の参加）
- 利用者が希望するメディアの調査
- 集合保管様式　わらべ歌のデジタルアーカイブ（2012）
- 学問史のオーラルヒストリー
- 天体観測のデジタルアーカイブ
- 立体（三次元）スキャナ、3Dプリンタを利用したデジタルアーカイブ
- デジタルアーカイブのメディアミックス利用…名鉄岐阜路面電車
- デジタルアーカイブ開発の経費算出の観点
- 教育実践のデジタルアーカイブの試行～過去の資料の保管と利用～
- 教育実践資料の50年後の利用～保管した資料が50年後に利用できる例～
- ドローンを用いたデジタルアーカイブの構成方法（これまでのヘリコプター、クレーンとの違い）

## 所蔵資料について
所蔵のコンテンツには、WEBで公開中のものとデジタルミュージアム内部のみで公開中のものとがある。

### WEB公開中のコンテンツ
- デジタル・アーカイブ学習用素材（じゃんがら念仏おどり・宇佐神宮・長良川・白川郷ほか）
- 沖縄の文化
- 手向山八幡宮オーラルヒストリー
- 高山市地域の記録
- 谷汲村地域の記録
- 河合村地域の記録
- 岐阜県内博物館施設の所蔵資料（岩村町歴史資料館・海津町歴史民俗資料館・各務原市歴史民俗資料館・岐阜市科学館・タルイピアセンター・中津川鉱物博物館・中山道みたけ館・明宝村立博物館・飛騨みやがわ考古民俗館・野外博物館合掌造り民家園・鉱山資料館・揖斐川町歴史民俗資料館・古今伝授の里フィールドミュージアム・富加町歴史民俗資料館・日本最古の石博物館・飛騨民俗村・羽島市歴史民俗資料館・飛騨の山樵館・岐阜県歴史資料館・藤橋村歴史民俗資料館）
- ユネスコ世界遺産　白川郷
- 岐阜県博物館特別企画「いにしえの美濃と飛騨」
- 科学実験体験ソフトサイエンスワールド
- 谷汲巡礼街道
- 宇佐神宮
- 長良川を知ろう
- 木田宏教育文献資料
- 木田宏オーラルヒストリー
- 飛騨の民話
- 河合村の方言
- 地域資料データベース

### デジタルミュージアム内部のみで公開中のコンテンツ
- 米国公文書館日本関係資料
- 白川郷和田家オーラルヒストリー
- 若宮多門氏白山文化について語る
- 沖縄エイサーの歴史　オーラルヒストリー（宜保榮治郎氏）
- エイサー、じゃんがら念仏踊り～袋中上人の歩み～
- 多視点撮影デジタルアーカイブ（長瀧白山神社　延年の舞・おもしろ紙おもちゃ・郡上踊）
- 創作ダンス　雑草のごとく
- 日本の伝統的工芸、工業（北海道・岩手県・秋田県・群馬県・埼玉県・千葉県・愛知県・岐阜県・奈良県・兵庫県・高知県・鹿児島県・沖縄県）
- 春日神社の宝物－能面・刀－
- 宮崎県西米良村村所神楽
- 南宮大社拝殿天井絵
- 伊奈波神社縁起巻物
- 厳島神社
- 春日神社の宝物
- 出典[6]

## 資料収集
地域文化資料の収集については、写真機による静止画撮影、スキャナーの使用による文書の記録、ドローンによる高所撮影など様々な撮影手法を用いて実施している。
また、踊りや舞など、保存・伝承の観点からさまざまな視点からの記録が必要である対象については、8方向からの撮影を行っている（ただし、4方向または16方向で実施する場合もあるという）。

## 利用案内
- WEBからの利用は常時可能であるが、展示室については大学開講日の午前9時～午後5時に開館している[9]。